# Chiedi chi erano i Nomadi
Chiedi Chi Erano i Nomadi è una raccolta di brani dei Nomadi pubblicata dall'etichetta discografica EMI.

## Canzoni
- Disco 1

1. Noi Non Ci Saremo   (2' 38")
2. Spegni Quella Luce   (2' 18")
3. Dio è Morto   (2' 40")
4. Per Fare Un Uomo   (2' 50")
5. Un Figlio Dei Fiori Non Pensa al Domani   (3' 05")
6. Vola Bambino   (2' 47")
7. Ho Difeso il Mio Amore   (3' 59")
8. Canzone Per Un'Amica   (2' 59")
9. Vai Via, Cosa Vuoi   (2' 32")
10. L'Auto Corre Lontano (Ma Io Corro da Te)   (2' 59")
11. Il Disgelo   (2' 16")
12. Noi   (1' 56")
13. Per Quando Noi Non Ci Saremo   (1' 39")
14. Ti Voglio   (2' 50")
15. Mai Come Lei Nessuna   (3' 59")
16. Un Pugno di Sabbia   (2' 57")
17. Io Vagabondo (Che Non Sono Altro)   (3' 09")
18. Un Giorno Insieme   (3' 14")
19. Crescerai   (3' 20")
20. Stagioni   (4' 45")
21. Ala Bianca   (2' 39")
22. Gordon   (4' 19")
23. Voglio Ridere   (4' 30")

- Disco 2

1. Donna La Prima Donna   (2' 30")
2. Giorni Tristi   (3' 10")
3. Come Potete Giudicar   (3' 06")
4. Racconta Tutto a Me   (2' 30")
5. La Mia Libertà   (2' 15")